# Норвежский союз почты и связи
Норвежский союз почты и связи (POSTKOM) — профсоюз в Норвегии. Он был образован в 2000 году в результате слияния Норвежской почтовой организации и Норвежского союза почтальонов.
POSTKOM является филиалом Норвежской Конфедерации Профсоюзов (LO).